# Czarna Średnia
Czarna Średnia [ˈt͡ʂarna ˈɕrɛdɲa] est un village polonais de la gmina de Grodzisk dans le powiat de Siemiatycze et dans la voïvodie de Podlachie. Il se situe à environ 6 kilomètres à l'est de Grodzisk, à 20  kilomètres au nord de Siemiatycze et à 62 kilomètres au sud de Bialystok. 